# 马文·约翰逊
马文·约翰逊（英語：Marvin Johnson，1954年4月12日—），美国男子拳击运动员。他曾代表美国参加1972年夏季奥林匹克运动会拳击比赛，获得男子75公斤级铜牌。他于1986年退役。